# Anthony Dimond

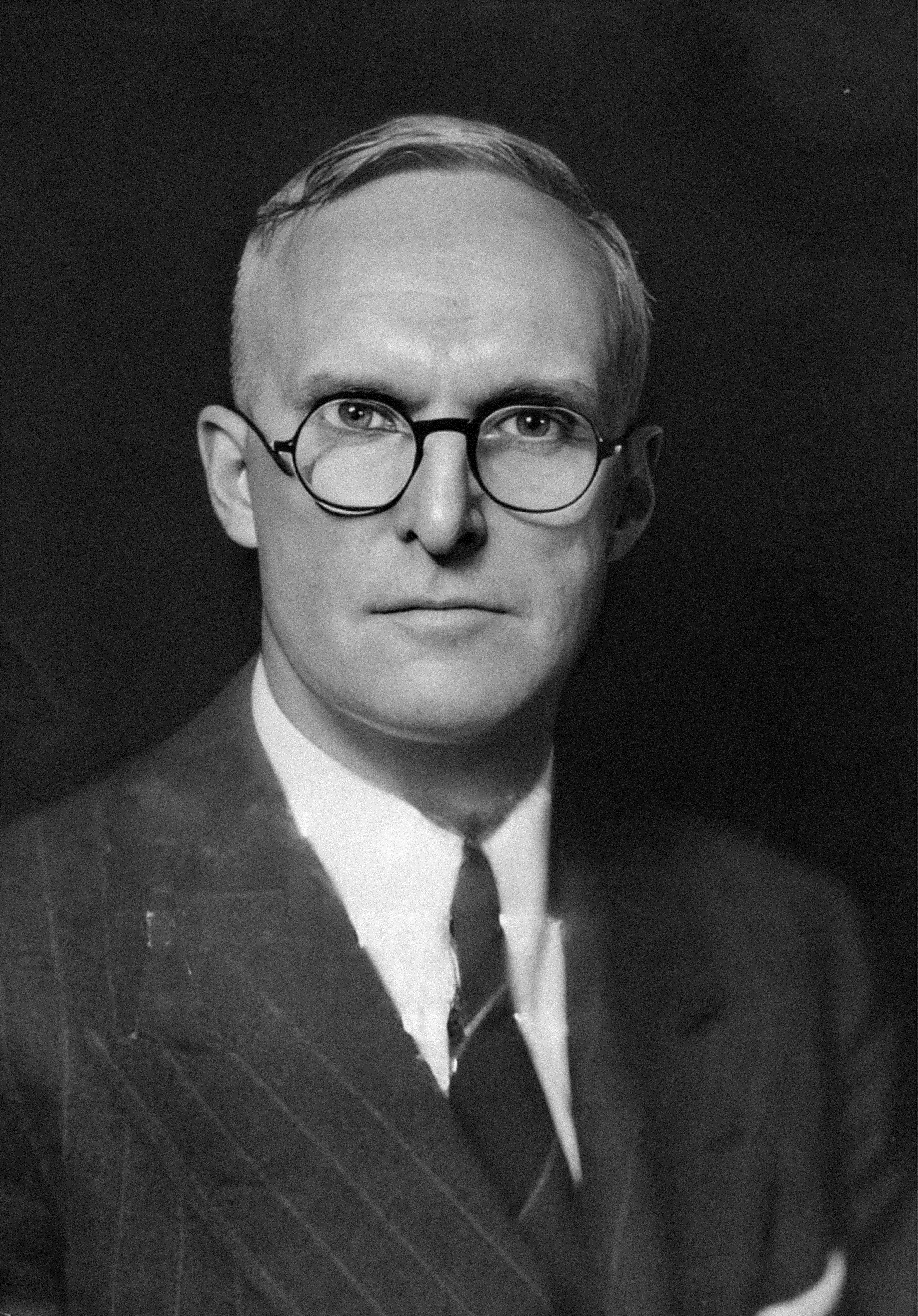
Anthony Dimond

Anthony Joseph Dimond (* 30. November 1881 in Palatine Bridge, Montgomery County, New York; † 28. Mai 1953 in Anchorage, Alaska) war ein US-amerikanischer Politiker. Zwischen 1933 und 1945 vertrat er als Delegierter das Alaska-Territorium im US-Repräsentantenhaus.

## Frühe Jahre
Anthony Dimond besuchte die öffentlichen Schulen seiner Heimat und das St. Mary’s Catholic Institute in Amsterdam im Staat New York. Zwischen 1900 und 1903 war er Schullehrer im Montgomery County. In den Jahren 1904 bis 1912 war er Goldgräber und Minenbesitzer in Alaska. Nach einem Jurastudium wurde er 1913 als Rechtsanwalt zugelassen. Daraufhin begann er in Valdez in seinem neuen Beruf zu arbeiten.

## Politische Laufbahn
Dimond wurde Mitglied der Demokratischen Partei. Von 1913 bis 1914 war er Bundesbeamter in Chisana. Im Jahr 1917 arbeitete Dimond für den Bundesbezirksstaatsanwalt im dritten juristischen Bezirk. Zwischen 1920 und 1922 und nochmals von 1925 bis 1932 war er Bürgermeister von Valdez. Außerdem war er von 1923 bis 1926 und von 1929 bis 1932 Mitglied im territorialen Senat.
Bei den Kongresswahlen des Jahres 1932 wurde Anthony Dimond als Delegierter in das US-Repräsentantenhaus in Washington gewählt. Dieses Mandat konnte er nach einigen Wiederwahlen insgesamt sechs Legislaturperioden lang zwischen dem 4. März 1933 und dem 3. Januar 1945 ausüben. In den Jahren 1936 und 1940 war er Delegierter auf den Democratic National Conventions, auf denen jeweils Franklin D. Roosevelt als Präsidentschaftskandidat nominiert wurde. 1940 wandte sich Dimond erfolgreich gegen einen Plan des Präsidenten, Alaska zu einem jüdischen Heimatstaat (International Jewish Homeland) zu machen. Das brachte ihm den Vorwurf ein, antisemitisch eingestellt zu sein. Im Jahr 1944 verzichtete er auf eine erneute Kandidatur für den Kongress. 
Nach dem Ende seiner Dienstzeit in der Bundeshauptstadt im Januar 1945 wurde Anthony Dimond Bezirksrichter im Alaska-Territorium. Dieses Amt übte er bis zu seinem Tod im Jahr 1953 aus. Noch heute wird in Alaska am 30. November, Dimonds Geburtstag, der sogenannte Anthony Dimond Day gefeiert. 